# Khúc thịt bò

Sơ đồ vị trí những khúc thịt bò theo cách xẻ thịt của Mỹ trong đó:
1. Chuck: Nạc vai - Màu vàng
2. Brisket: Ức - Xanh lợt
3. Rib: Lườn - Màu nâu
4. Plate: Ba chỉ-Xanh da trời
5. Shank: Bắp - Màu đỏ
6. Short loin: Thăn vai - Xanh lá cây
7. Sirloin: Thăn ngoại- Xanh nõn chuối
8. Tenderloin: Thăn nội- Xanh lục lợt
9. Top Sirloin: Thăn ngoại trên- Hồng lợt
10. Bottom Sirloin: Thăn ngoại dưới - Hồng đậm
11. Flank: Bụng-Xanh ve
12. Round: Mông- Màu hồng

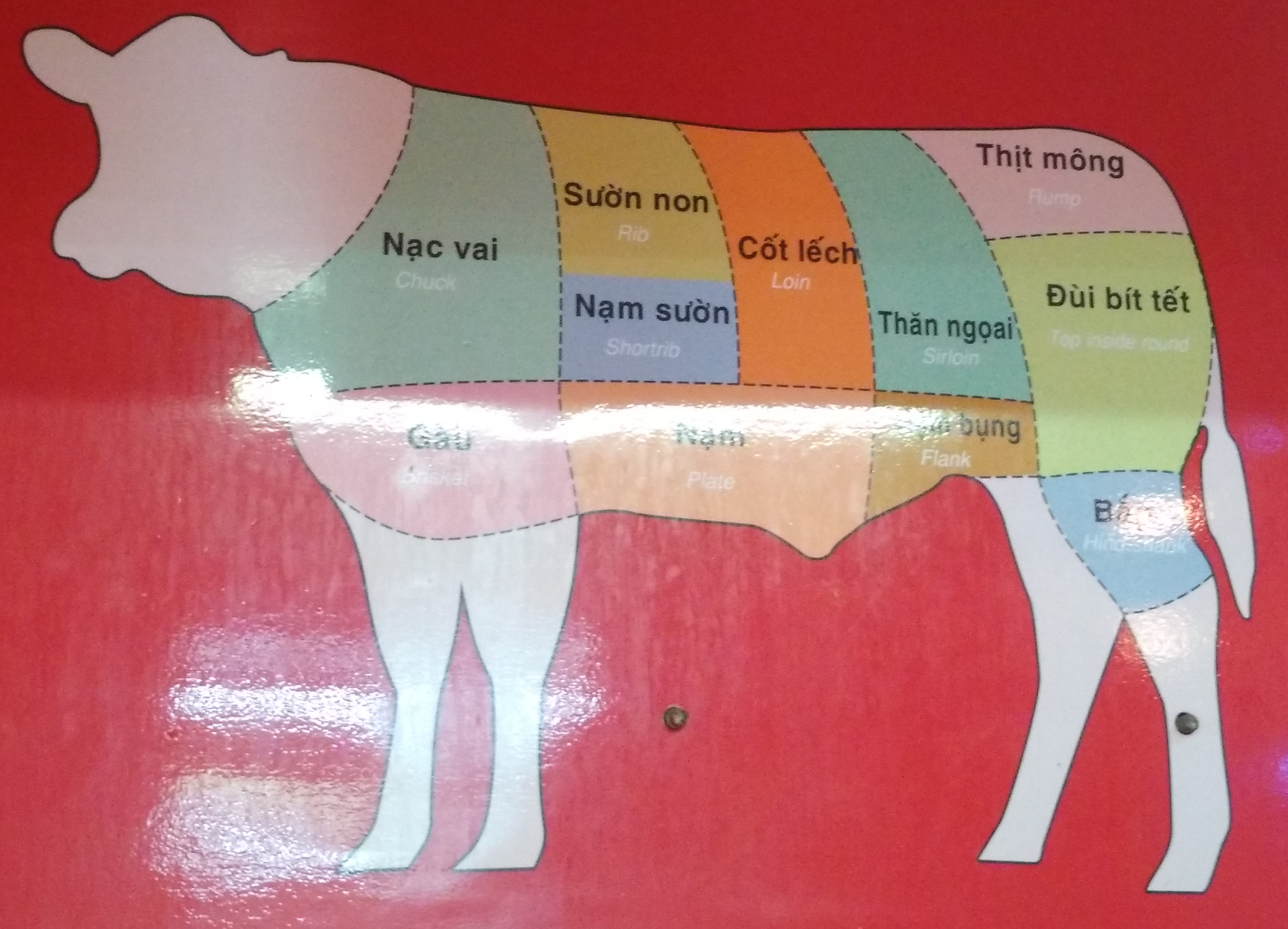
Sơ đồ khúc thịt bò theo quy ước ở Việt Nam

Khúc thịt bò, còn được gọi súc thịt bò, tảng thịt bò hay miếng cắt từ thịt bò (tiếng Anh: cuts of beef), là những miếng thịt bò còn nguyên tảng (kết cấu) được xẻ thịt tại những vị trí khác nhau trên thân thể con bò thịt trong quá trình giết mổ. Với những nhát cắt cơ bản (primal cuts), người ta có thể chia thân thịt của con bò thành nhiều phần chính. Những tảng thịt này được phân loại theo vị trí và chia cắt thành từng miếng thịt khác nhau. Những phần này lại có thể được chia tiếp thành những phần khác nhỏ hơn (dẻo thịt hay thớ thịt hoặc thỏi thịt) hay có thể xắt ra thành từng miếng thịt. Tùy từng vị trí của miếng thịt bò đó mà có giá trị và giá trị sử dụng khác nhau.

## Phân loại
Bò làm thịt xong thì được xẻ ra thành từng khúc có tên gọi riêng tương ứng với một phần trên cơ thể con bò. Trên thế giới hiện nay có nhiều các phân chia con bò theo các sơ đồ khác nhau. Thông dụng có sơ đồ phân chia theo kiểu Mỹ, sơ đồ phân chia theo kiểu Vương Quốc Anh, sơ đồ phân chia kiểu Argentina, sơ đồ phân chia theo kiểu Brasil, sơ đồ phân chia theo kiểu Thổ Nhĩ Kỳ.
Trong việc mổ xẻ, người ta phân chia một con bò gồm hai bên, chia tách bằng xương sống, lấy dọc trục xương sống làm trung tâm. Mỗi bên lại có thể chia làm đôi tính từ phần xương sườn thứ 12 và 13 và như vậy con bò sẽ được chia ra làm đôi gồm phần tư phía trước và phần tư phía sau. Những phần mềm, dễ cắt nhất của con bò như xương sườn và thịt thăn nằm ở xa nhất tính từ sừng và móng. Ngược lại, cơ vai và cơ chân là những bộ phận phải vận động khá nhiều nên thường dai hơn. 
Mỗi loại thịt trên từng khúc thịt sẽ có thời gian chín mềm khác nhau tương ứng với nấu 100 độ C. Nạm bò ở gần sườn có thời gian chín khoảng 2 tiếng đồng hồ, gầu và bắp bò thì chín khoảng 2 giờ 30 phút, gân bò là phần lâu mềm nhất, mất từ 3 giờ - 3 giờ 30 phút. Độ mềm của miếng thịt còn tùy độ tuổi giết mổ, giống bò và độ lớn, nhỏ của tảng thịt. Các phần thịt nhỏ, ở phần rìa sẽ nhanh mềm hơn các tảng thịt lớn hoặc các phần thịt ở trung tâm hoặc các phần thịt có độ dày hơn.

## Phần tư phía trước
Những bộ phận chính của con bò ở phần tư phía trước gồm các bộ phận sau (nội dung chính tham khảo sơ đồ cắt thịt của Hoa Kỳ):

### Nạc vai
Nạc vai (chuck): Là phần thịt nằm giữa nách, xương vai và phía trên chân trước, nó phần thịt được cắt từ nằm ở phần nạc vai bò giữa xương số 5 và số 6. Toàn bộ xương và sụn cũng như phần gân ngoài đã được loại bỏ. Thịt nạc vai thường dai vì gồm nhiều mô nối, tuy nhiên, chính điều này đã làm thịt nạc vai được ưu tiên lựa chọn khi làm những món hầm như bò hầm và bò nướng (chẳng hạn như bò lá lốt). Do thịt nạc vai có nhiều mỡ nên có thể sử dụng để chế biến thành thịt bò xay (ground beef), tại các tiệm thịt và siêu thị và nó còn dùng để chế biến thành các món Hamburger, trong đó các tiệm thức ăn nhanh một số thường hiệu nổi tiếng cũng thường sử dụng loại thịt này trong các loại hamburger của họ. Trong miếng thịt nạc vai có bộ phận đầu vai cuốn vì, đầu vai cuộn có nhiều gân và mỡ và rất thích hợp cho những người thích ăn giòn, thịt này thích hợp nhất là dùng trong các món hầm, lagu, bò viên...

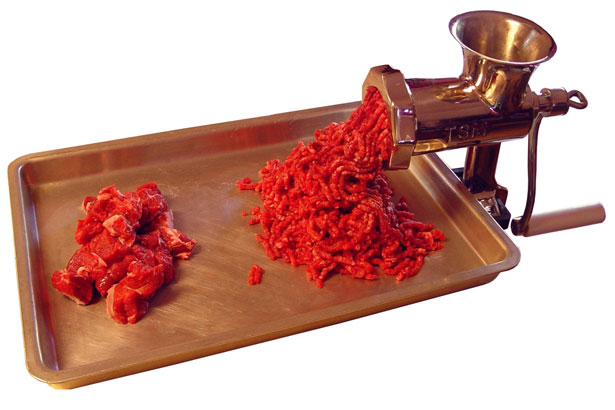
Một phần thịt bò nạc vai được xay nhuyễn để chế biến thành món thịt bò xay

- Thịt nạc vai bò (Chuck Eye Roll) là phần thịt đước lấy ra từ phần ức vai bò, nặng cân nhất so với các loại thịt khác. Thịt nạc vai rất nạc, có thêm các mô mỡ trắng xen với các mô nạc, ăn ngọt và có mùi vị đặc trưng của bò, thịt nạc vai có thể dùng để ăn lẩu, xào, làm bít tết kho gừng.
- Thịt lõi vai bò (Top Blade) là phần thịt được cắt ra từ vùng giao giữa cổ và vai của con bò. Phần thịt này có dải gân ở giữa các cây thăn nên ăn rất giòn và ngọt, ngoài ra còn có lớp mỡ hoa được xen kẽ giữa các thớ thịt khiến cho phần thịt lõi vai trở lên béo thơm. Với những sợi gân ở giữa tảng thịt giòn tan, cộng thêm lớp mỡ béo ngậy, thịt lõi vai thường được sử dụng cho các món lẩu bò, bò nướng bò nhúng.
- Thịt bẹ sườn vai (Chuck flap) là phần thịt nằm ở cuối của thịt sườn bò lọc sạch (cắt chéo), phần thịt này so với thịt sườn rút xương thì thang điểm được đánh giá là không kém. Thịt bẹ sườn vai có độ mềm, ngọt và mỡ xen rất nhiều, thích hợp cho các món nướng, lẩu, xào, steak hay áp chảo. Đối với người phương Tây, người ta hay dùng phần thịt này cho nướng cả tảng sườn.

### Sườn
Sườn bò hay lườn (rib) hay còn gọi là dẻ sườn: Là phần thịt được xẻ từ xương sườn của con bò. Thịt dẻ sườn là phần thịt được lọc từ phần sườn trước của con bò (thuộc phần cổ ức), hần thịt này ăn ngon ngọt đậm đà, giòn sừn sựt lại có mỡ phân bố đều và trải dọc theo miếng sườn. Những xương sườn nằm ở giữa sẽ được dùng để chế ra các món sườn nướng truyền thống (thỉnh thoảng được cho là món sườn bò đút lò). Loại xương này còn là nguyên liệu để chế biến các món ăn quen thuộc như món bò hầm kiểu Pháp. Xương sườn giữa khá mềm nên cũng thích hợp để làm các món chiên, nướng. Tại các tiệm thịt của người Việt hay Á châu tại Australia, sườn bò thường được bán theo dây (sườn bò) và tính ký. Sườn bò thường rẻ hơn sườn heo. Từ sườn bò sẽ cho ra sản phẩm khác như:

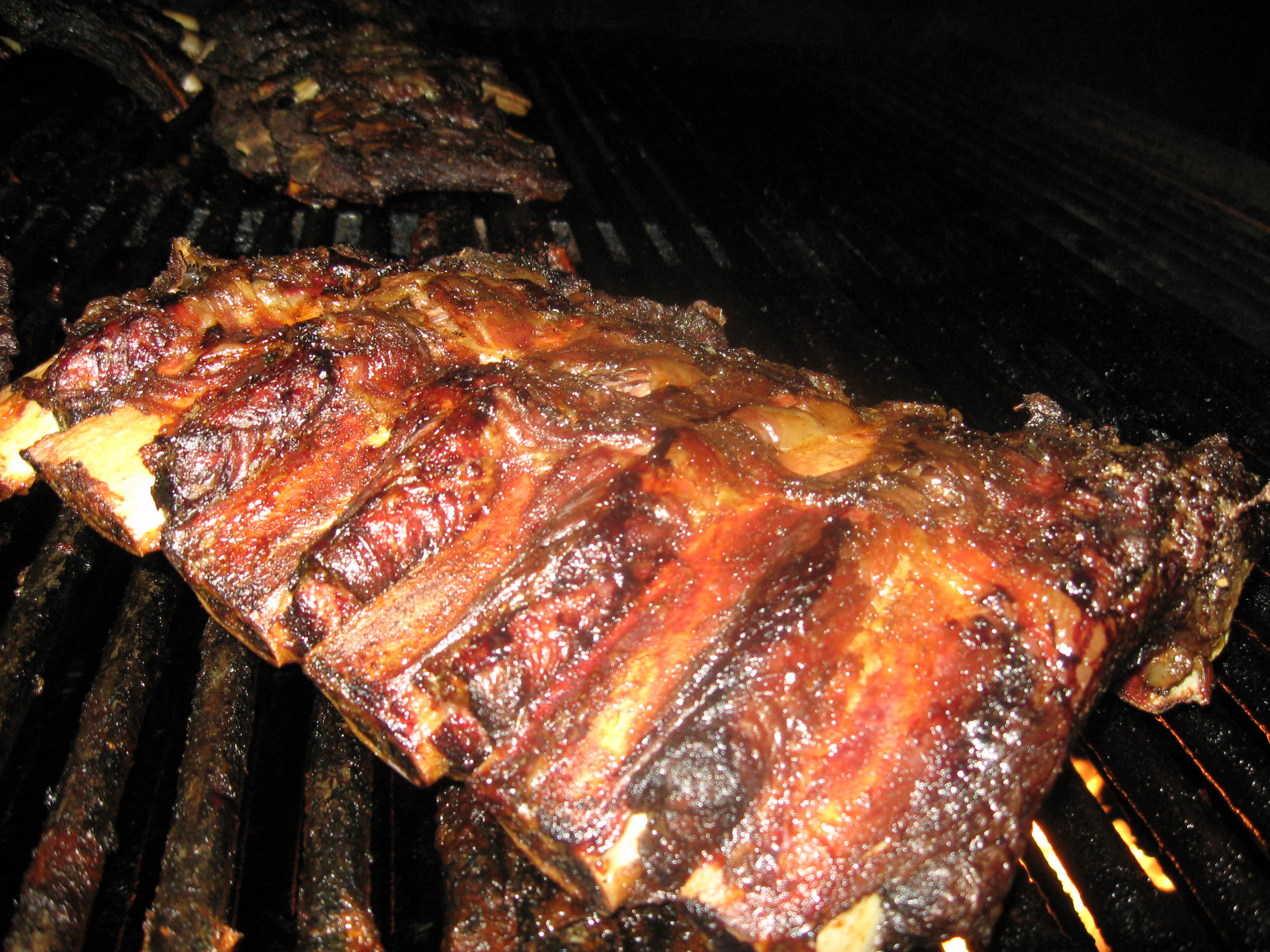
Sườn bò đang được nướng

Nạc lưng (rib eye) hay còn gọi là sườn con mắt hay nạc lưng bò ribeye hoặc còn được gọi là scotch fillet là phần thịt nạc lưng được thẻo từ xương sườn của con bò nhưng không bao gồm xương sườn. Nếu có người ta để cả phần xương sườn thì phần thịt này được gọi là miếng sườn (rib steak). Ở Mỹ, thuật ngữ nạc lưng ribeye thường chỉ riêng phần nạc lưng không có xương, trong khi ở một số nước khác, các thuật ngữ này có thể dùng lẫn lộn cho cả nạc lưng có xương và không có xương.
Sở dĩ được gọi là rib eye (sườn con mắt) vì nó chỉ bao gồm phần trên của phần sườn, không bao gồm phần xương, các phần thịt như vậy thuật ngữ trong ngành gọi là eye (con mắt) vì nếu cắt ngang một miếng nạc lưng bò sẽ thấy một dải mỡ chạy giữa miếng thịt, khiến cho miếng thịt sẽ gần giống hình con mắt. Phần mỡ này sẽ bổ sung cho hương vị mềm thơm, béo ngậy của miếng bít tết khi áp chảo hoặc bỏ lò ở nhiệt độ cao.
Phần nạc lưng này cũng là phần vận động nhiều của con bò (so với các phần fillet), nên cho hương vị ngọt rất đặc trưng. Thịt nạc lưng luôn giữ được độ mềm mại hấp dẫn dù có hơi quá tay trong công đoạn chế biến. Nạc lưng có một chút mỡ giắt làm tăng hương vị và độ mềm cửa miếng thịt, một miếng bò bít tết từ phần nạc lưng có thểm xem là một món bít tết thượng hạng. Trọng lượng bình quân 2,2 kg up/pc. Nạc lưng bò là phần thịt ngon nhất và thông dụng nhất để làm món bít tết, do nó có độ mềm, thơm đặc trưng của thịt bò và có pha chút mỡ dắt tạo độ béo ngậy mà người dùng thịt bò ưa thích.
Do nạc lưng bò đã có vị ngọt và thơm đặc trưng của bít tết, khi nấu cần chú ý không cho quá nhiều gia vị, và cần theo dõi thời gian nấu để không chín quá, sẽ làm thịt bị dai và khô. Bít tết nạc lưng bò ngon nhất là chế biến vừa chín tới, thịt sẽ rất mềm và thơm. Khi cắt nạc lưng bò, người xẻ thịt không nên cắt quá dày hoặc quá mỏng. Khoảng chừng 1–2 cm là vừa phải. Nều cắt quá mỏng sẽ rất khó chế biến, vì khó xác định thời điểm thịt vừa chín tới theo đúng yêu cầu. Các nhà hàng chuyên về bít tết có thể cắt miếng bít tết nạc lưng bò dày tới 4–5 cm, tuy nhiên việc chế biến miếng thịt dày như vậy đòi hỏi kỹ thuật cao.

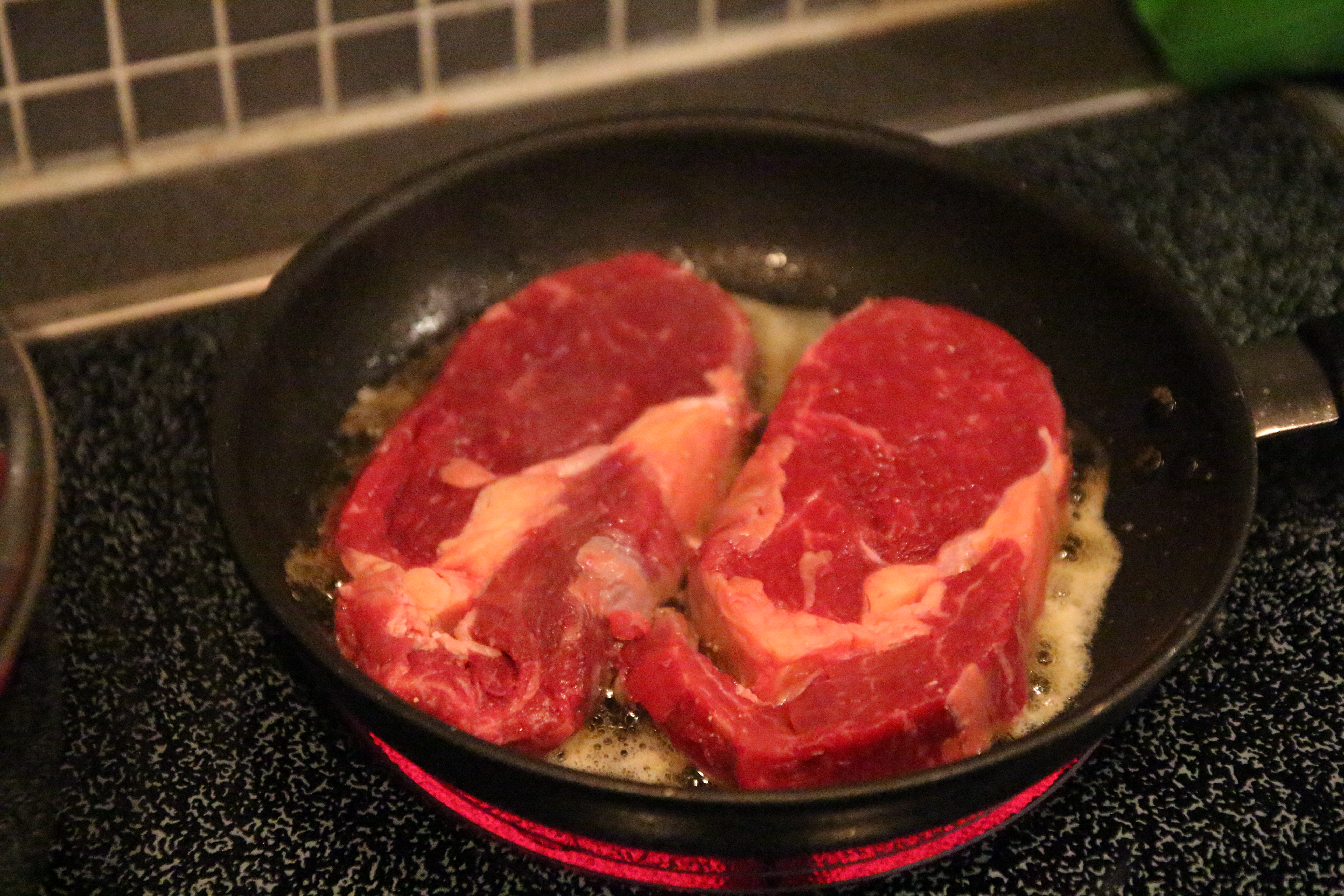
Thịt từ sườn vai cốp lết

Sườn vai cốt lết (rib steak) là miếng thịt sườn thuộc phần bả vai. Nó được tách ra từ cổ và vai bởi một đường cắt ngang thẳng từ cạnh trên của xương cổ thứ 7 (đốt sống cổ) và qua giữa xương bả vai, sườn vai cốt lết có 4 giẻ sườn. Loại sườn này thu hút những người sành ăn các món nướng barbecue, nướng vỉ và hun khói vì những thớ thịt mềm những lại rất thơm mùi bơ do mỡ tạo nên.
Sườn non là phần thịt được cắt từ phần xương sườn sau khi đã loại bỏ phần sườn chính. Phần thịt này là được cắt từ 1 đường song song từ đoạn cuối của đầu sườn đến phần ức. Miếng thịt này có 7 giẻ. Sườn non có hương vị đặc biệt và thịt khá mềm. Thịt sườn non có nhiều nạc và mỡ xen kẽ. Đây là một phần thịt phổ biến và cũng được dùng trong nhiều món ăn khác nhau. Sườn non rất thích hợp để làm những món nướng vỉ hay than hồng. Phần thịt sẽ vàng đượm, giòn ngon mà không bị khô vì có nhiều vân mỡ.
Sườn bẹ (Short ribs) hay Sườn bụng còn có những tên gọi khác nhau như Kalbi ở Hàn Quốc, Jacorb’s Ladder hay sườn rút xương ở Mỹ (khi miếng sườn được chặt rời cả xương), hoặc asado de tira ở Argentina. Sườn bụng hay sườn bò rút xương là phần thịt được rút bỏ phần xương, có nhiều mỡ dắt nên thịt có độ mềm, ngậy rất đậm đà và ngon, thích hợp làm các món nướng, lẩu, bít tết. Là phần thịt có vị thơm hơn miếng thịt da, có đường vân cẩm thạch chuẩn hơn thịt nạc lưng (các đường vân mỡ xen lẫn giữa các thớ thịt), mùi độc đáo hơn món thịt thăn, hay so về độ dày của miếng thịt thì chúng cũng tốt hơn các loại thịt nạc bụng hay thịt treo. Sườn bụng có độ dai của miếng thịt cao hơn những phần thịt chất lượng khác, người ta có thể cắt chúng thành các lớp mỏng mà không cần phải theo thớ thịt. 

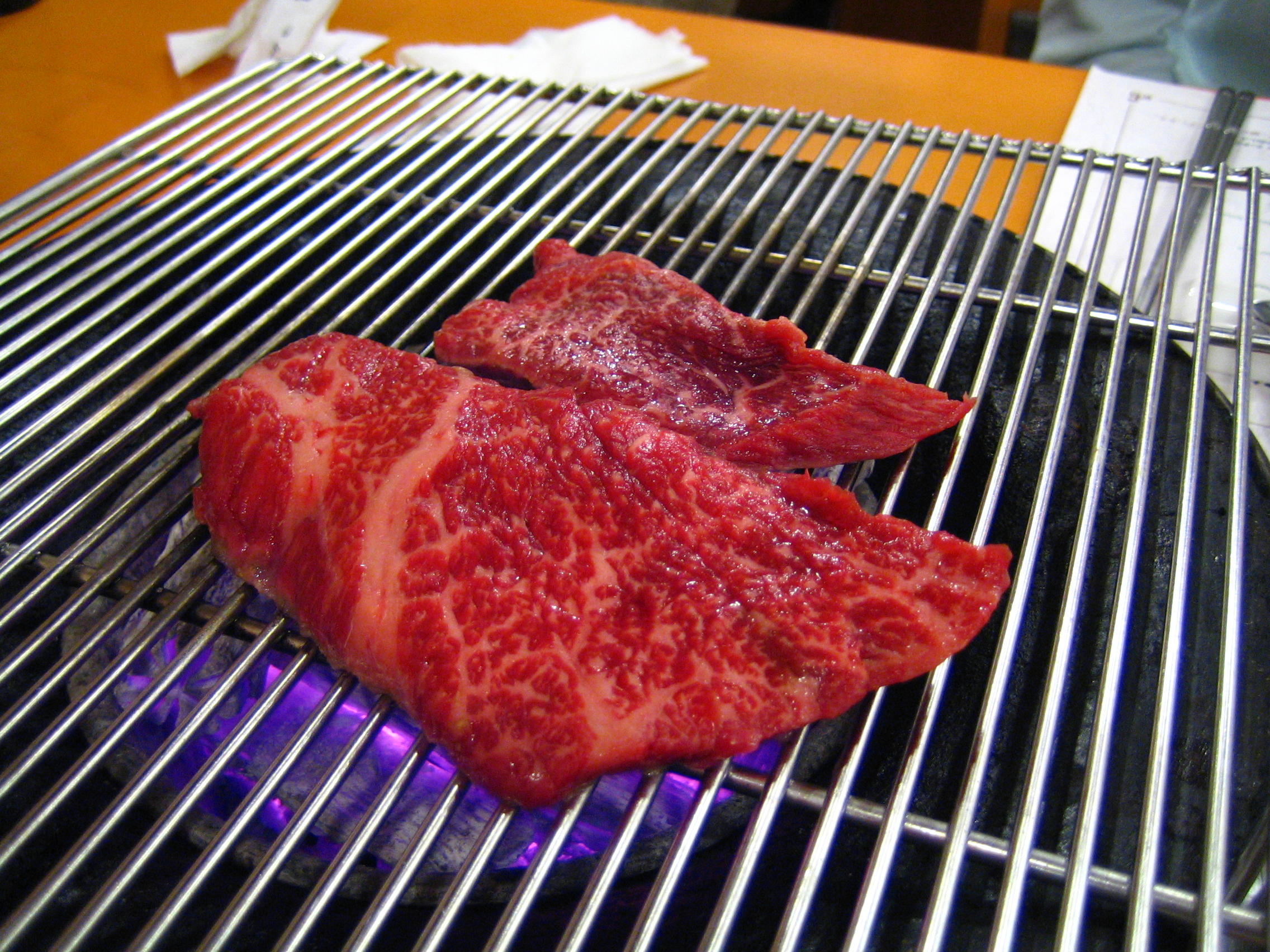
Một miếng sườn bụng

Từ chỗ thịt sườn, miếng sườn bụng có thể được cắt theo nhiều cách khác nhau, thường chúng nằm ở vùng xương sườn chỗ bụng đi lên một chút, thấp hơn so với đoạn sườn lưng và thịt thăn gần phần lưng trên của con bò. Khi cắt chúng thành từng miếng với các đoạn xương có độ dài từ 15–20 cm, người ta gọi chúng là lát cắt kiểu Anh. Khi chặt thẳng qua phần xương, dẫn đến từng miếng thịt có khoảng 4-5 đoạn xương ngắn hơn thì người ta lại gọi chúng là phong cách flanken. Cũng như các loại thịt khác, sườn bụng cũng được phân loại dựa trên chất lượng thịt. Loại tốt nhất được cắt từ đoạn trên của xương sườn, gần với nạc lưng. Phần đỉnh trên kéo dài khoảng 16 cm sẽ là nguyên liệu tốt nhất mà có thể chọn. Với những miếng sườn được cắt ở chỗ đó, người ta sẽ thấy được một đoạn xương dài khoảng 16 cm, rộng tầm 4 cm và dày khoảng hơn 1 cm cùng với một lớp thịt chạy dọc xương dày độ 3 cm.
Sườn bụng chính là bộ phận sử dụng cho món nướng, Thịt sườn bụng chứa hàm lượng chất béo cao, lớp mỡ xen kẽ bên trong thớ thịt đóng vai trò như một lớp cách ly, chúng sẽ khiến miếng thịt được nướng lâu hơn. Ngoài ra còn có món sườn bụng được đem hấp trong một thời gian dài cho dến khi các mô liên kết trong miếng thịt chuyển hóa thành gelatin, đồng thời miếng thịt cũng trở nên mềm hơn. Vì chúng có hàm lượng mỡ cao, có thể chế biến món sườn bụng theo phong cách Wagyu (bò Nhật Bản) của người Nhật, chỉ nên nướng món này ở nhiệt độ vừa phải, khoảng 55 °C. Nếu sử dụng nhiệt độ thấp hơn, những thớ mỡ bên trong sẽ giữ nguyên thể rắn và đông lại như sáp, nếu tăng nhiệt độ cao hơn, lớp mỡ sẽ bắt đầu chảy ra, làm cho thịt sườn sẽ mau khô và rắn chắc hơn.
Đối với món Kalbi của Hàn Quốc thì một miếng sườn bụng theo phong cách flanken, với một lát cắt mỏng xuyên qua bụng để lộ ra vài miếng sườn cắt ngang trên bề mặt. Ở những nhà hàng khác, các miếng thịt này chỉ còn một đốt sườn đơn được phết bơ lên trên bề mặt, miếng thịt được cắt mỏng như cánh bướm và được xếp kéo dài thành hình của một con tàu trên đĩa. Ở Argentina, phần thịt này gọi là asado de tira, với một miếng thịt dày, nướng trên ngọn lửa lớn sau khi đã được tẩm ướp hỗn hợp thảo mộc, dầu ăn, giấm trộn trong loại nước xốt đặc biệt có tên là chimichurri là loại nước xốt có màu xanh, đặc trưng ở Argentina. Theo kiểu người Argentina thì khi chế biến, người ta chỉ tẩm ướp muối và tiêu trong suốt quá trình chế biến, có thể thêm vào đó một ít nước xốt theo công thức đặc biệt của họ.
Thịt sườn có xương (Short Ribs hay sườn non), là phần thịt của xương sườn bò, đây là một trong những phần ngon nhất, đặc biệt nhất của con bò. Thịt sườn bò chắc nhưng lại rất ngọt, không hề cứng, mỡ xen trong thịt sườn bò rất mềm, nó làm cho mọi món ăn liên quan đến phần thịt này đều ngon, Vì đặc trưng của phần thịt này, thịt sườn có xương thích hợp với các món Nướng, hầm, lẩu, áp chảo.

### Ức

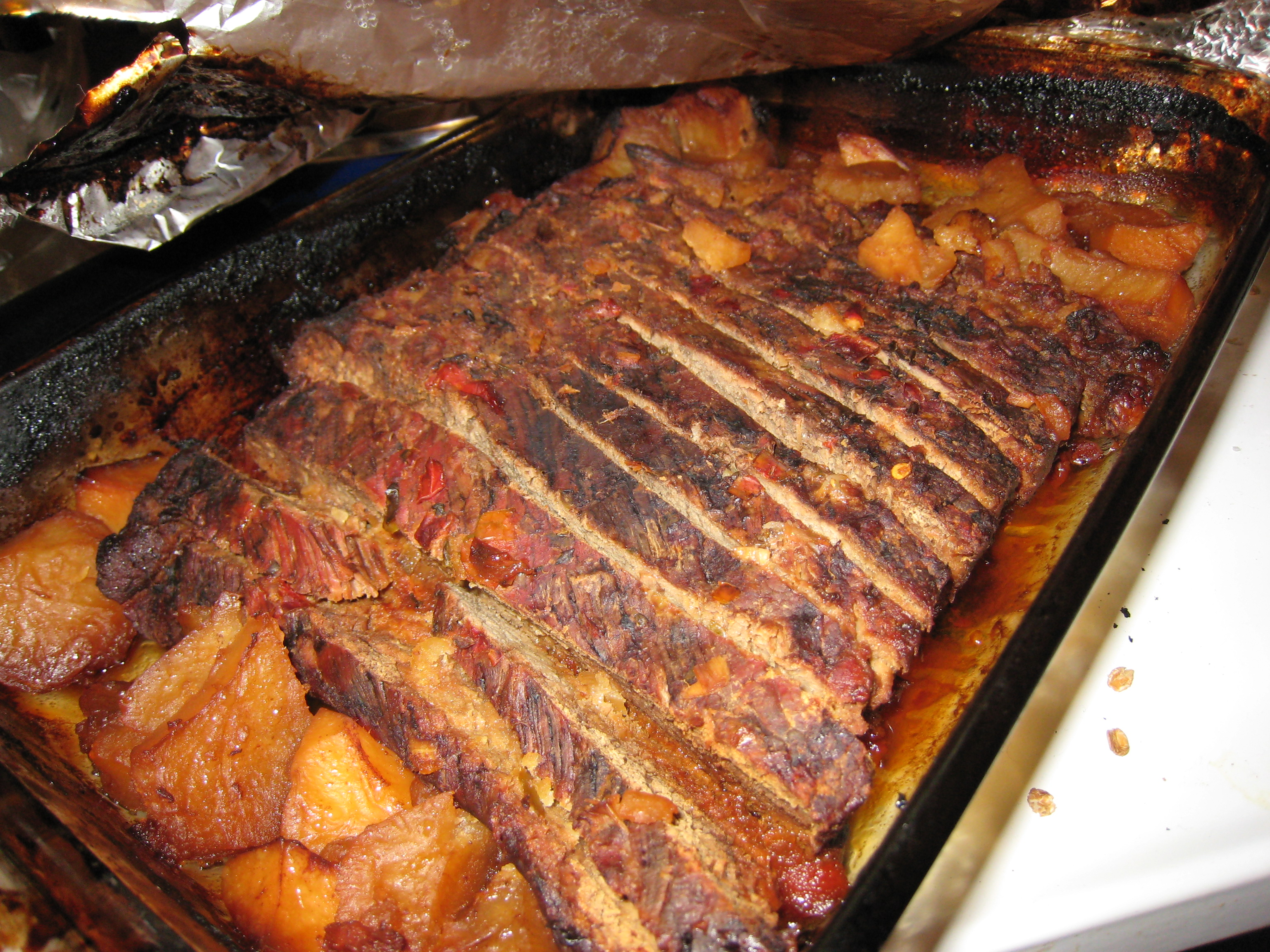
Một miếng ức bò

Ức bò (brisket) hay còn gọi là gàu bò (Brisket Point): Là những phần thịt có lẫn gân được xẻ từ phần ức của con bò, khi ninh nhừ phần này thì sẽ gọi là nạm, phần nhiều mỡ và gân hơn thường được gọi là gàu. Gầu bò là phần thịt được tách ra từ phần ức bởi một đường cắt giữa đốt sườn thứ 5 và 6 hoặc cắt từ góc phải bả vai đến phần đầu tiên trên ống khuỷu, đây là phần thịt chủ yếu có ở yếm của con bò và một phần ở u vai bò, còn ở những chỗ khác thì có không đáng kể, và một con bò chỉ có khoảng 3–4 kg thịt gầu.
Đây là phần thịt nằm ở phần ức bò, có nhiều mỡ xen kẽ nhưng nạc hơn thịt ba chỉ bò mỹ. Thịt gầu bò thuộc phần cơ hoạt động chính của con bò. Khi bò ăn và nhai thì toàn bộ phần thịt ở ức bò được vận động làm cho vùng thịt này mềm, dai hơn các phần thịt khác, đặc biệt mỡ trắng ăn không bị ngấy. Ức bò khá dai, thường dùng để hầm hay làm món thịt bò muối. Phần thịt ức bò thường được sử dụng làm nguyên liệu trong món phở của người Việt (gồm: tái, nạm, gân, gàu).
Thịt gầu bò rất thích hợp để nấu phở, bò kho hoặc nướng lát mỏng, mỡ ở đây có tác dụng giữ thân nhiệt cho phần phối, cổ luôn ấm nên mỡ trắng, béo nhưng không ngấy. Trông gần giống mỡ nhưng ăn giòn và không ngấy. Đặc biệt khi luộc lên trông hơi rộp như bánh đa nướng, có thể chế biến thành món lẩu và phở.Vì đặc tính của phần thịt này, gầu bò mỹ thường được sử dụng để ăn với lẩu hoặc cát lát mỏng chế biến mòn bò nướng. Với người Nhật, Hàn thì món này gần như không thể thiếu trong những bữa ăn BBQ hay Shabu Shabu, Hotpot vì đặc tính của loại thịt này do thịt nạc mềm quyện với vị thơm lừng của mỡ sẽ tan ngay trong miệng.

### Ba chỉ

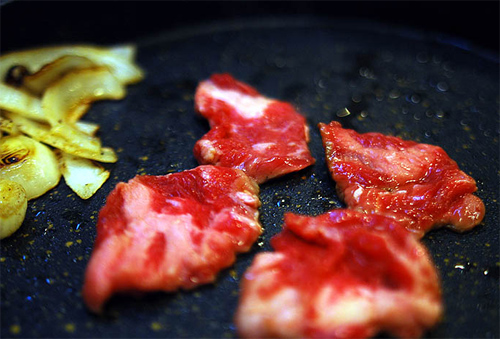
Một món thịt nướng kiểu Hàn Quốc - BBQ với nguyên liệu là thịt ba chỉ bò

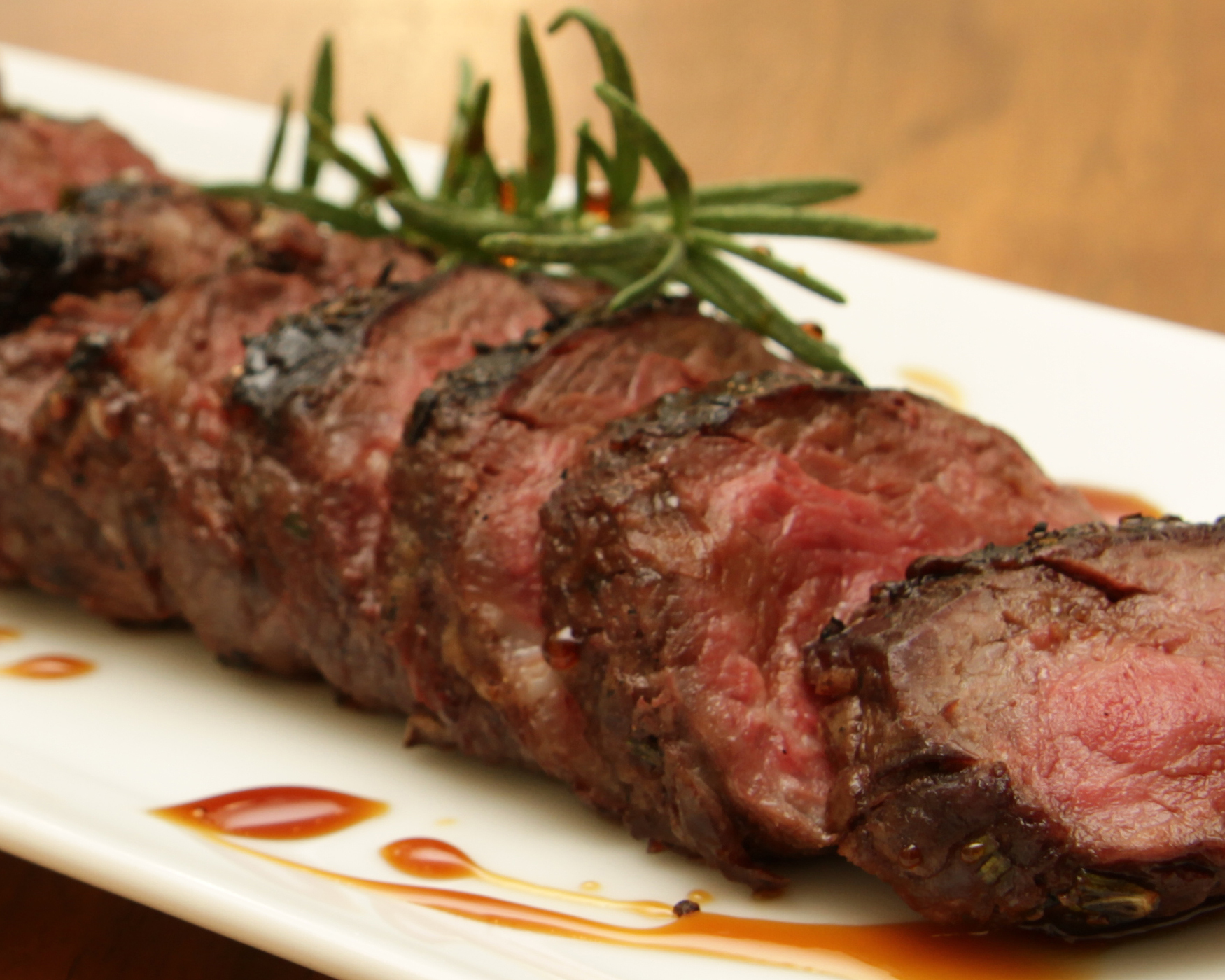
Skirt steak

Thịt ba chỉ (plate hay short plate) hay còn được gọi với cái tên là nạm bò: Là phần thịt tại cơ hoành (bụng trước) của con bò, ngay dưới phần xương sườn. là phần thịt được pha lọc ra từ phần thịt bụng của con bò. Phần thịt này được lấy từ phần bụng của bò, chính vì thế ngoài tên "ba chỉ" "ba rọi" ra người ta còn gọi nó là thịt bụng. Còn được gọi là short plate, gồm các xương sườn cụt và các miếng bít tết nhỏ (skirt steak), đây là phần thịt được cắt ra từ phần ba chỉ xương và được lọc toàn bộ xương và sụn. Thịt thường có nhiều mỡ. Với đặc tính thịt nằm tại ví trí bụng nên thịt Ba chỉ chứa một lượng mỡ mềm, béo ngậy tương đối nên khi ăn thịt ba chỉ có vị mềm, ngọt và thơm đặc trưng mùi bơ. Đây là phần thịt có tỷ lệ mỡ, nạc xen nhau hợp lý.
Cũng giống như ba chỉ heo (lợn) thịt ba chỉ bò cũng có những dải mỡ và nạc xen kẽ nhau giúp cho các món nướng lẩu mềm, thơm, ăn không ngán. Sản phẩm thích hợp sử dụng nhiều vào các món lẩu, nướng, xào hoặc đơn giản nhất là nấu mỳ. Ba chỉ bò có thể thái lát mỏng vừa để làm các món nướng, đặc biệt là món nướng kiểu Hàn Quốc. Thịt cũng có thể được thái lát mỏng để nhúng lẩu hoặc xào nếu người ta không thích ăn thịt quá nạc. Loại thịt này thường dùng để làm món Carne asada (salad thịt nướng, một món ăn Mexico phổ biến ở Nam Mỹ và miền Bắc Mexico) đồng thời phần thịt này có sụn nên hầm cũng ngon. Phần thịt này cùng với ức bò và phần hông (flank) cũng được dùng để làm bò xay.
Ba chỉ là một trong những sản phẩm quen thuộc với người Châu Á như Nhật, Hàn, Trung Quốc và người Việt với các món lẩu, nướng, shabu shabu. Thịt ba chỉ còn có tên thông thường: Thịt của những ông chủ cửa hàng, hangar, arrachera (ở México), fajitas arracheras (miền nam Texas), bò hộp đêm, onglet (ở Pháp). Đó là phần cắt ngang của con bò cái (thường là trước bụng), thuộc bộ phận cơ hoành bị chùn xuống ở phần bụng của con bò. Ở Mỹ, chúng được xếp vào loại thịt NAMP 140. Miếng thịt bò treo này có cấu trúc với những thớ thịt tách rời chạy dọc và bám vào nhau. Thịt phải là miếng thịt từ con bò tơ (bê), cấu thành bởi hai mảng thịt phân biệt, gồm các bó cơ chặt chẽ được đan vào nhau từ những mô liên kết và lớp da bao phủ bên ngoài. chúng chỉ chiếm khoảng 2 chỗ thịt ở mỗi con bò tơ với diện tích không thực sự lớn.

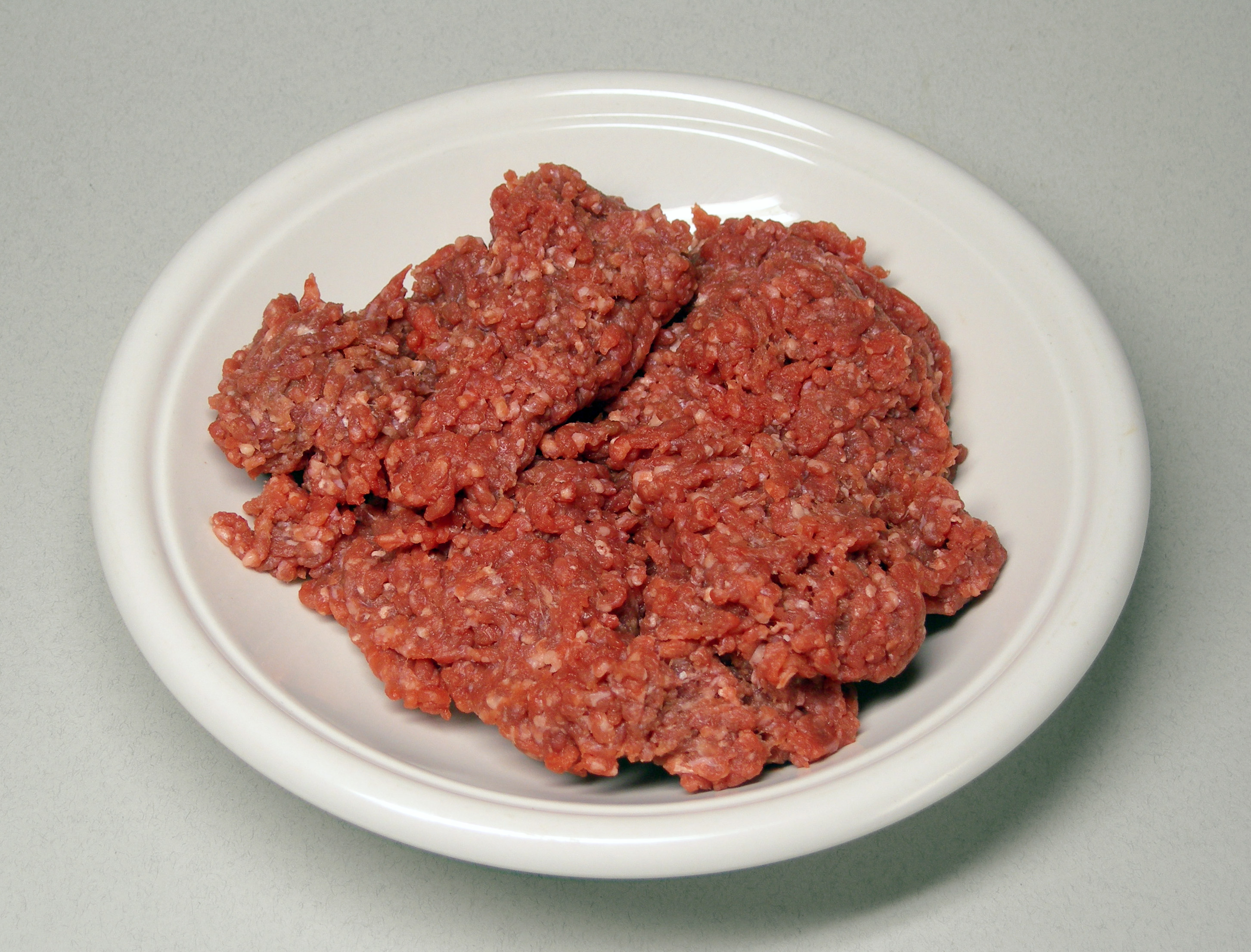
Một dĩa thịt bò ba chỉ xay

Từng có một quãng thời gian dài trong quá khứ chúng thậm chí còn không được bày bán ngoài chợ, mà chỉ được biết đến như những miếng thịt bò khô được chủ các tiệm thịt mang về nhà (thậm chí chúng còn được gán cho cái tên "thịt của những ông chủ cửa hàng"). Tại Pháp, có thể bắt gặp món này trong thực đơn ở các hộp đêm qua cái tên "onglet" (món thịt ba chỉ cắt lát rất phổ biến đương thời), ở Mỹ thì tần suất thấy món này thấp hơn nhiều. Tại một số thời điểm vào thập niên 90, các đầu bếp đã nghiên cứu và đưa nguyên liệu thịt bò đặc biệt này vào thực đơn tại các hộp đêm cũng như khách sạn nổi tiếng ở Mỹ.
Người ta sẽ tách rời chúng thành hai miếng riêng biệt với đường cắt tỉa sắc bén, tạo thành từng mặt cắt hình tam giác nặng từ khoảng 200g đến 300g thậm chí có những miếng thịt bò mỏng như cánh bướm. Đầu tiên người ta cắt rời lớp da bao phủ bên ngoài và những miếng mỡ còn lại bằng một con dao đủ bén. Đặt mũi dao ngay dưới bề mặt lớp da, giữ miếng thịt bằng tay còn lại rồi đưa lưỡi dao cẩn thận men theo lớp da đó, hạn chế càng ít thịt bị cắt rời theo càng tốt, trên mặt thớt sẽ là một mảng thịt với hai bắp thịt dính liền nhau bởi một sợi gân dày chạy theo trục dọc của miếng thịt, sau đó cắt đôi miếng thịt ngay tại trục gân nằm giữa và tách rời chúng thành hai miếng khác nhau.
Chúng có mùi vị hoàn hảo, đặc trưng như các nguyên liệu bò cao cấp của phần thịt sườn hay nạc lưng. Khi nấu chúng quá chín, khi nhai sẽ mang lại cảm giác dai, nếu chúng vẫn chưa đạt độ chín yêu cầu, miếng thịt lại trở nên mềm và khó gắp. Độ chín tái của món thịt treo này thì khác biệt hoàn toàn khi so với các loại thịt ba chỉ, thịt thăn hay thịt nạc lưng. Khi thưởng thức, người ta sẽ cắt miếng thịt ngang thớ của chúng giúp những mô cơ sẽ bị cắt ra và dễ dàng hơn cho việc nhai. Những miếng thịt bò treo thường được bày bán với nhiều hình dạng khác nhau. Với người Mỹ hay Châu Âu, Ba chỉ bò mỹ còn thích hợp với các món Nướng tảng, bỏ lò hay Roast đậm đà, hấp dẫn

### Diềm thăn
Diềm thăn hay còn gọi là Diềm, dải, yếm (Beef Outside Skirt) là phần thit được pha lọc từ phần thịt bụng của con bò, thịt diềm thăn có đặc trưng mềm, ròn và rất ngọt (ròn hơn phần thịt gầu), thịt diềm có đặc trưng xếp ngói chéo, các mô thịt nạc liên kết theo dạng bó, xếp chồng giữa các lớp mỡ bụng thơm ngậy béo. Đây là phần thịt ngon nhất phần bụng hơn gầu, nạm so với các phần thịt bò khác, thịt diềm thăn ăn giòn ngọt và mềm do có các mô thịt nạc xếp ngói chéo và xen kẽ giữa các lớp mỡ bụng thơm béo. Trong ẩm thực, với người phương Tây, món Diềm thăn cuộn rau củ nướng, bỏ lò, steak áp chảo luôn là món ăn hấp dẫn, Châu Á, món diềm thăn thái lát nướng, lẩu là những món ăn được nhiều người thưởng thức nhờ đặc trưng mềm, giòn và rất ngọt. Vì đặc tính của thịt diềm thăn nhiều gân và dai, nếu không làm sạch sẽ rất khó chế biến.

### Bắp
Bắp bò (shank) hay còn gọi là thịt chân giò/thịt bắp hay bò bắp hay còn gọi là lóc đùi bò: Là phần thịt được xẻ từ bắp đùi của con bò, loại thịt thường dai và có nhiều mô nối. Bắp bò thường được cắt miếng vuông trọng lượng trung bình 5 kg hoặc nguyên kiện 27 kg. Chân giò của bò thường dùng làm các món ăn Ý như món osso buco (được chế biến bằng cách ninh những khúc thịt phía ngay trên móng với các nguyên liệu như cà chua, vỏ cam, cần tây, hạt tiêu…). Từ bắp của bò có thể phân chia thành các thớ thịt như:

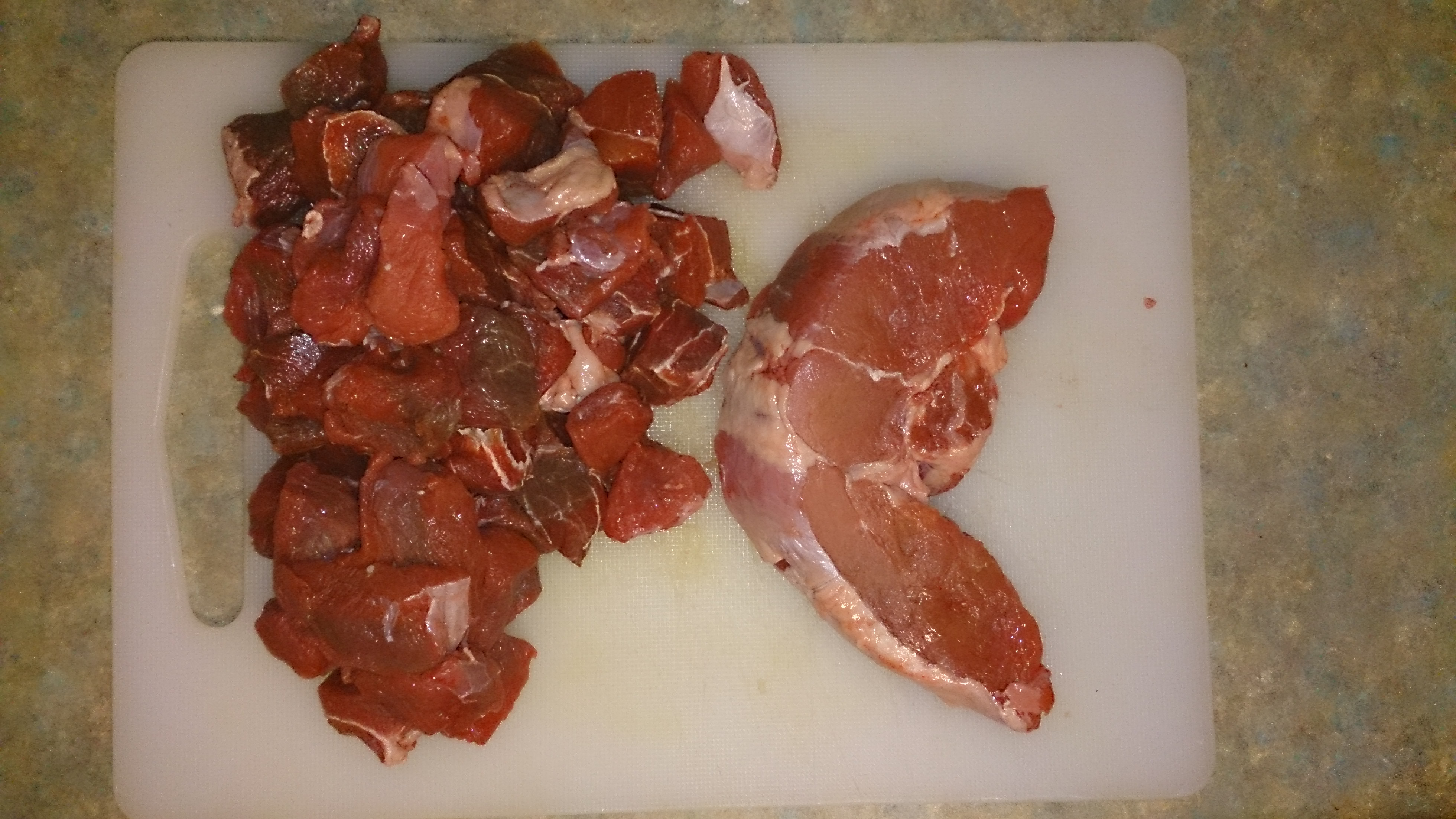
Bắp bò

- Lóc đùi bò ngoài là phần thịt mông không xương nằm ở phần ngoài của đùi. Phần gân gót có thể được giữ lại hoặc loại bỏ. Thịt rất thích hợp để nướng hoặc quay. Ngoài ra cũng có thể sử dụng làm bít tết. Thịt cũng thích hợp để thái mỏng ra nhúng lẩu.
- Lóc đùi trong: Là phần thịt không xương nằm ở phía trong của đùi bò. Nó còn được gọi là phần mông cao nhất. Đó cũng chính là lý do đây là phần mềm nhất của thịt mông. Đây được coi là phần thịt bò phù hợp nhất để quay. Ngoài ra cũng có thể nấu bằng cách nấu giữ lại độm cho thịt như kho, luộc, làm lẩu…
- Lõi thăn đùi: Là phần thịt có nửa gân được xẻ dọc đường nối của phần mông phía ngoài. Lõi thăn đùi nạc nhiều. Thịt rất thích hợp để dùng trong các món quay hoặc hầm. Ngoài ra có thể làm bít tết hoặc nướng.
- Bắp rùa: Người Việt còn chia thịt bắp của chân trước và chân sau. Bắp rùa là phần bắp nhỏ, nằm giữa lõi cái bắp đùi to ở chân sau con bò, thịt ngon hơn steak mông nhưng thường có một tí gân. Có thể chế biến thành món nướng, lẩu, xào, bít tết và phở.
- Bắp hoa: Bắp hoa là cái bắp nhỏ nằm ở chân trước của con bò. Người sành ăn cho rằng bảo bắp rùa mềm hơn bắp hoa, các tiệm thịt ở Việt Nam bán bắp rùa với giá cả đắt hơn bắp hoa.

### Cổ bò
Thịt cổ Bò (Chuck Roll) là phần thịt được pha lọc từ phần thịt nằm ở cổ con bò. Thịt có lớp mỡ, nạc xen nhau hợp lý tạo thành thảm cuộn, như mỡ, nạc xếp lớp ngói với nhau, các mô mỡ nạc xen chéo nhau theo chiều đi xuống của khổ thịt. Thịt cổ có đặc tính chắc, bùi, mỡ thơm và "độ loang" rộng, rất béo. Ở Hàn Quốc, hoặc là Nhật Bản phần thịt này được dùng nhiều cho món Shabu Shabu hoặc Bulgogi với những miếng mỏng, trộn với xốt Bulgogi, một chút dầu mè, vài hạt mè. Phần thịt thích hợp với rất nhiều món: Người ta có thể Lẩu, Nướng, Xào, Steak, Nhúng, Phở. với một hương vị đậm đà, ngọt và đặc trưng mùi bơ.
Gù bò là phần thịt nổi lên ở phần lưng gần cổ bò đối với các giống bò thuộc nhóm bò u. Được coi là một trong những phần ngon nhất của con bò, thịt gù nổi lên có tỷ lệ thịt mỡ đan xen nhìn rất hấp dẫn. Gù bò nướng là đặc sản của vùng Châu Đốc, An Giang

## Phần tư phía sau
Những phần chính ở phần tư phía sau của một con bò:

### Thăn vai

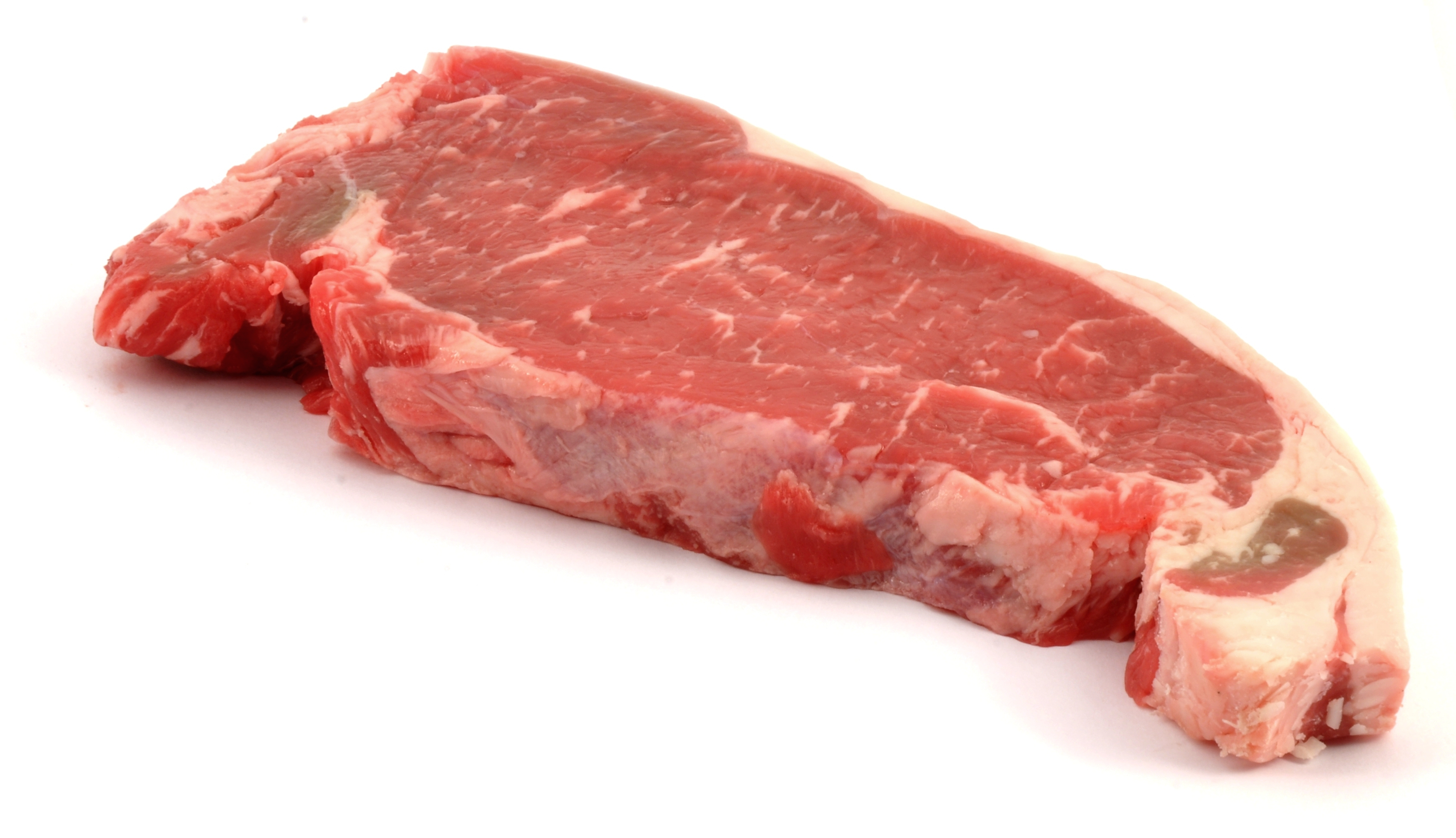
Một miếng thịt thăn viền mỡ (strip steak)

Thịt thăn vai (short loin) hay lóc thăn vai hay còn gọi là phi lê là những miếng thịt được xẻ từ phần lưng bò. Là phần thịt được cắt từ nằm ở phần nạc vai bò giữa xương số 5 và số 6. Toàn bộ xương và sụn cũng như phần gân ngoài đã được loại bỏ. Đây là nơi cho những miếng ngon nhất, gồm thăn phi lê có xương hình chữ T hay sườn chữ T (T-bone steak) hay là những miếng thịt Porterhouse steak hoặc cũng như thịt thăn viền mỡ (strip steak). Đầu vai cuộn có nhiều gân và mỡ và rất thích hợp cho những người thích ăn giòn, thích hợp nhất là dùng trong các món hầm, lagu, bò viên... Thịt phile (thăn chuột) thường mềm nhất và ngọt thịt, thịt thường có rất ít, cứ 01 tạ thịt bò thì chỉ có khoảng 3 kg thịt thăn chuột, chúng được chế biến thành món nướng, lẩu, xào, bít tết và phở. Phần thịt này cũng thường sử dụng để nướng lò. 

### Thăn ngoại
Thịt thăn ngoại (sirloin/striploin) với các tên gọi khác như thịt bò Santa Maria, thịt bò vùng Newport (khi chúng đã được cắt thành từng mảng nhỏ), aguillote baronne (Pháp), punta de anca, punta de Solomo, hoặc colita de cuadril (Mỹ Latinh), maminha (Brazil): đây là phần nạc được lấy từ lưng của bò, phần thịt này rất mềm và có hương vị. Là phần thịt được cắt ra từ phần thăn trên khi đã tách riêng phần thăn nội, toàn bộ xương và sụn. Chúng được cắt ra từ bộ phận phía dưới phần thịt lưng, chỗ nhóm cơ bổ trợ cho cặp đùi sau của con bò tơ (tác động lực lên xương bánh chè của chúng), bộ phận này hầu như là toàn phần thịt nạc. Là một loại thịt mềm, thịt thăn ở phần này là lựa chọn tốt nhất để làm các món nướng và các món ăn dùng trong barbecue (tiệc ngoài trời). 

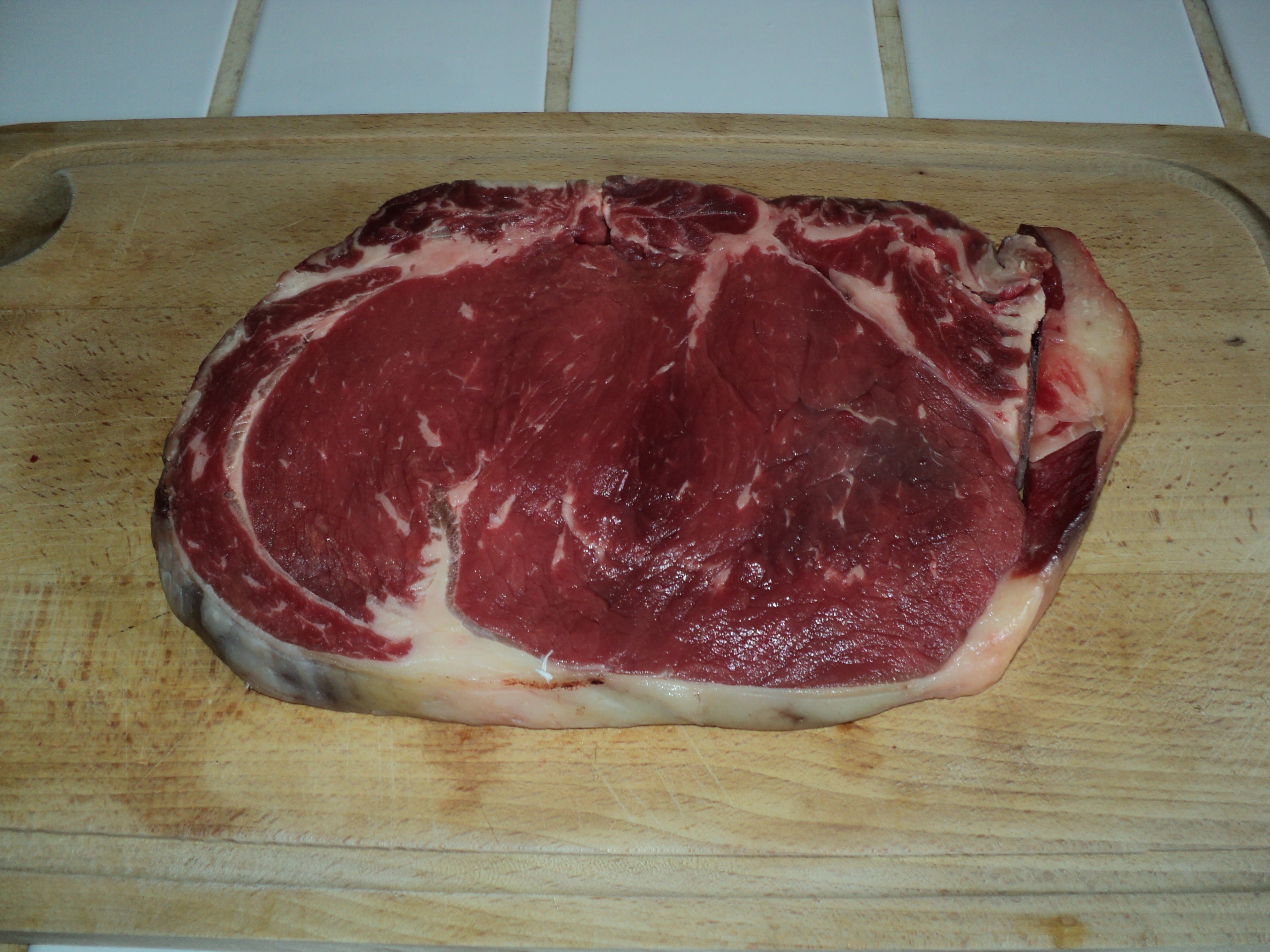
Một miếng thịt thăn ngoại

Về mặt cấu trúc thì chúng có thể so với phần thịt ức, do không có quá nhiều mỡ bao quanh ở lớp ngoài. Chúng có hình dáng thon kiểu tam giác, những chóp thịt mỏng sẽ được chế biến nhanh hơn so với những miếng thịt có lớp mỡ bao quanh chúng, thăn ngoại, phần thịt nạc vẫn luôn dắt đường chỉ mỡ nhỏ trong các kẽ thịt, dưới chân thêm 1 đường mỡ lót dưới dày 1 cm tạo cho miếng thịt thơm khi nướng. Về mặt mùi vị, Mùi thịt cũng như lượng mỡ của chúng cũng không quá cao, vì phần này của bò không hoạt động nhiều nên có xen kẽ mỡ và ít cơ, cho ra một miếng thịt có độ mềm ngon và rất bổ dưỡng. Thăn ngoại thường được dùng làm bít tết bởi thịt có nhiều mỡ dắt giúp thịt không bị khô khi rán hoặc nướng. Ngoài ra có thể dùng để xào hoặc làm bò lúc lắc.
Miếng thịt được nướng trên một lò than nóng (với than đang cháy đỏ) và chỉ nướng cho đến khi miếng thịt chín vừa. Sẽ không bao gồm việc hun khói từ từ miếng thịt, hay cắt lìa các phần mô liên kết trước khi chế biến, các mô này lại không có nhiều trong thịt thăn ngoại. Người chế biến chỉ cần ướp miếng thịt, nướng, cắt lát, ăn kèm với một bát đậu pinquito, đi kèm là xốt cà chua salsa (nước xốt làm từ cà chua, hành, ớt) và bánh mì bơ tỏi. Với một miếng thịt thăn ngoại, các đầu bếp thậm chí còn thường sử dụng chúng như một nguyên liệu quan trọng trong các cuộc thi nhờ vào tỉ lệ nạc cao của chúng, người ta sẽ cắt dày 1 cm, khi nướng thì nướng chín 1 mặt, lật sang mặt thứ 2 rất nhanh và đưa ra bàn ăn, miếng thịt được nướng thành công là khi ăn dùng dao cắt giữa miếng thịt vẫn nhìn thấy máu đỏ, như vậy sẽ cảm nhận được vị ngọt nhất của thịt.

### Thăn nội

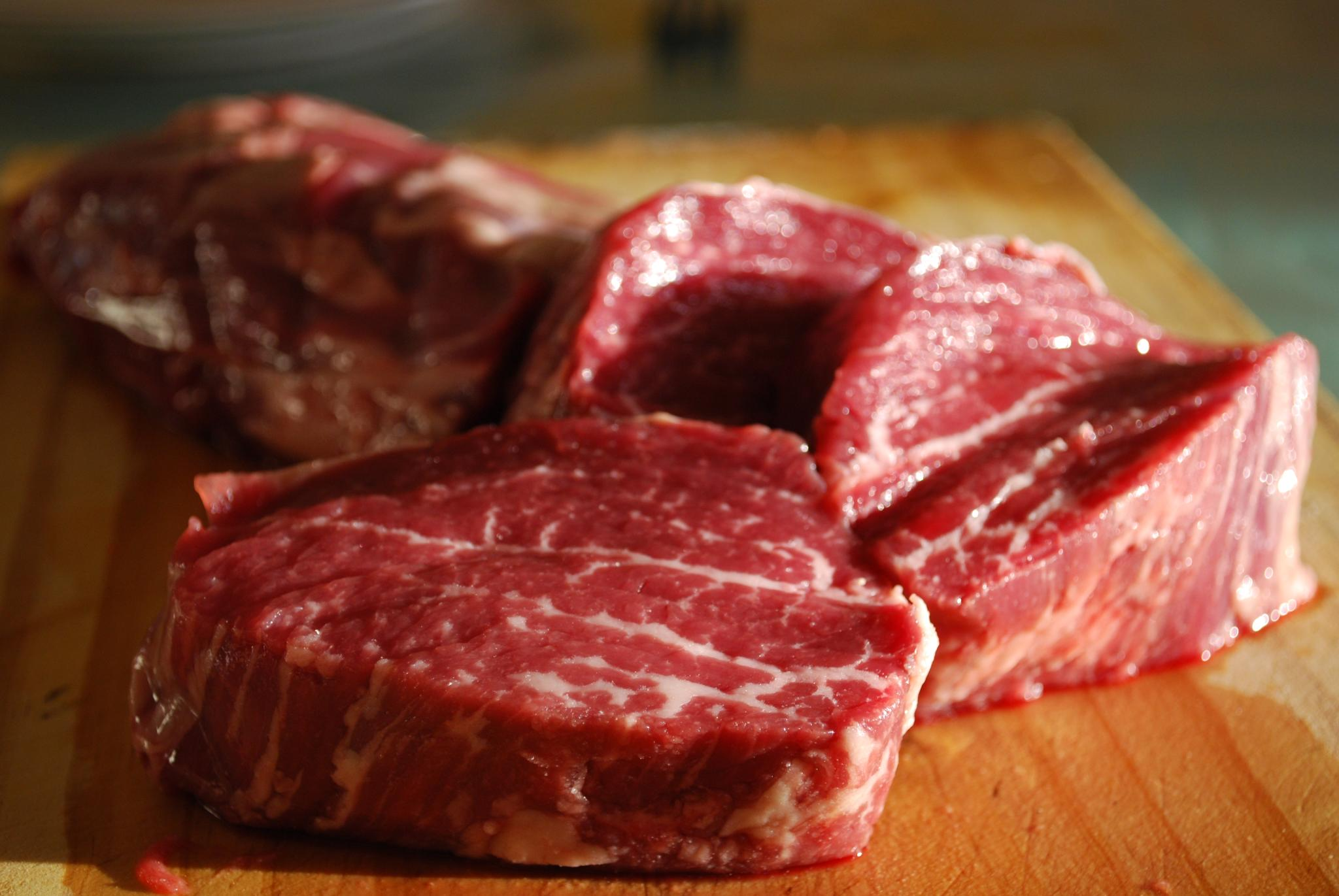

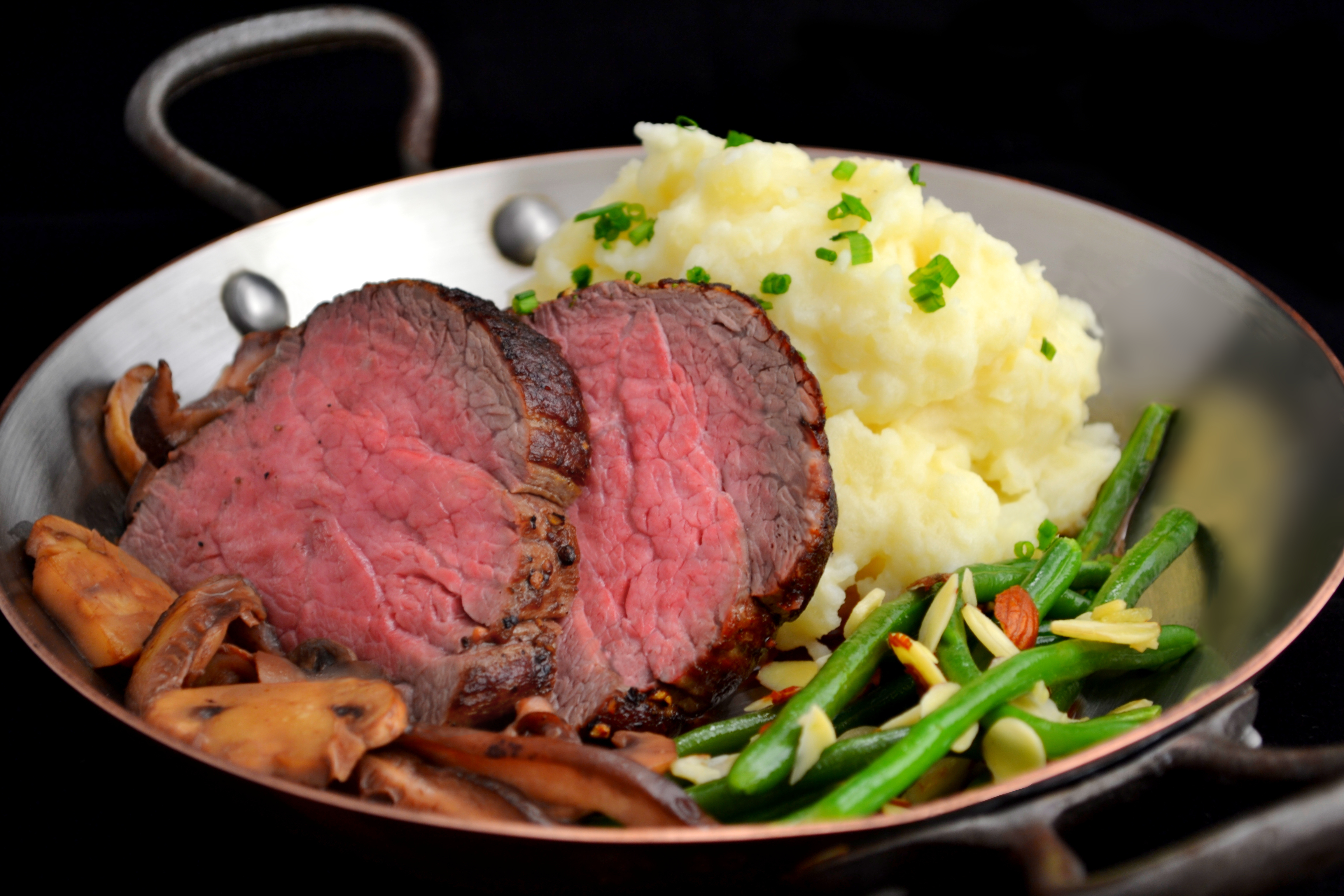
Filet de bœuf

Thịt thăn nội (tenderloin) hay còn gọi là thịt thăn hoặc thăn chuột hay fillet là phần mềm và ngon nhất của con bò được cắt ra từ phần lưng phía trong của bò, đặc biệt là ở phần cuối thắt lưng. Loại thịt này rất thích hợp để chế biến món bít tết dày Chateaubriand và chỉ nên dùng để làm các món khô như hấp hay nướng vỉ. Phần lưng là nơi cung cấp những miếng thịt bò ngon nhất. Thịt thăn bò thường được ưa chuộng bởi đó là loại thịt bò mềm và nhiều nạc nhất. Chính vì vậy, thịt thăn bò cũng đắt.
Thông thường khi chế biến việc đầu tiên là người ta loại bỏ những múi cơ chạy dọc theo chiều dài của thịt bằng việc sử dụng một chiếc dao lóc xương để rạch những đường cắt nông dọc theo các chuỗi cơ giúp loại bỏ chúng nhanh hơn sau đó tiếp tục loại bỏ những phần màu bạc ở đầu miếng thịt. Phần mềm nhất của thịt thăn chính là phần trung tâm của miếng thịt, phần này được gọi là Chateaubriand. Cũng có thể sử dụng phần đầu (phần rộng nhất) hoặc đuôi (phần hẹp nhất) của miếng thịt thăn để làm món bò hầm hoặc bò tẩm nước xốt. Khi bạn đã tách phần trung tâm của miếng thịt thăn khỏi phần đầu và đuôi, cắt thành miếng 2,5 đến 5 cm. Cách này sẽ khiến cho miếng thịt thăn nhanh chín hơn.
Cũng có thể nấu nguyên miếng thịt thăn nhưng phải đảm bảo cho các phần chín đều. Người ta cũng ướp thịt bằng công thức sử dụng từ¼ đến ½ cốc hỗn hợp gia vị cho mỗi kg thịt, không ướp quá 24 tiếng nếu hông muốn món thịt trở nên quá mềm. Cách chế biến thịt thăn phổ biến thường là nướng hoặc quay. Khi nướng thịt thăn, trở thịt mỗi phút cho đến khi miếng thịt chín đều. Thời gian cần để mỗi mặt được nướng chín phụ thuộc vào độ dày của miếng thịt. Khi một miếng thịt nạc như thịt thăn ở lưng, người ta nướng chúng trong lò đến khi chúng đạt độ chín vừa phải nếu để lâu sẽ bị chín quá độ, thậm chí là bị cháy đen.
Khi chế biến món bít tết, người ta đặt phần nhỏ hơn về bên phải và phần lớn hơn về bên trái, sau đó cắt dải cơ dày khoảng 2,5 cm dài chạy dọc miếng thăn, tách phần tai (dài khoảng 25 cm ở đầu lớn hơn của miếng thăn) và lọc bỏ mỡ giắt xung quanh, cắt miếng tai thành các miếng steak dày khoảng 5 đến 6 cm. Đối với phần đầu lớn của miếng thăn, cắt riêng 2 miếng thùy nhỏ theo cách tương tự, có thể dùng làm bít tết. Dùng tay kéo màng mỡ giắt ra khỏi phần đuôi miếng thăn. Dùng dao cắt bỏ lớp mỡ mỏng bao quanh miếng thăn. Cắt miếng thăn thành 3 phần, phần đuôi, phần đầu và phần giữa (gọi là Chateaubriand) Cắt phần giữa và phần đầu thành các miếng bít tết dày khoảng 5 cm. Cắt riêng phần đuôi thành dài khoảng 10 cm. Phần còn lại của miếng đuôi cắt ngang thớ, nhưng không cắt rời hẳn (chỉ khoảng ¾ chiều ngan g miếng thịt). Lật ngang miếng thịt này, bó lại bằng một sợi dây để tạo thành một miếng bít tết. Sau khi cắt xong, sẽ cho khoảng 13 – 15 miếng bít tết.

### Bụng hông
Thịt bụng hay còn gọi là vè bò (flank) hay còn gọi là thịt hông, thịt bò sườn hay hay còn có những cái tên khác như Thịt treo nhái, Bavette (người Pháp), thịt chóp hông (Tân Anh): Là những phần thịt từ hông và dẻo thịt tách từ sườn của con bò. Bao quanh phần thịt bụng là một bó cơ hoành của con bò, được cắt ra từ phần bụng trước, bên trong miếng thịt bụng bao gồm cả phần sườn bò, đi kèm là một lớp màng dính liền với nó, người ta thường cắt bỏ lớp màng này trước khi chế biến chúng. Đây là là phần thịt gần giống như ba rọi, có mỡ và gân. Thịt hông thường được dùng để nướng nhưng cách chế biến này có thể khiến nó trở nên dai hơn do đó thịt hông thường được ướp trước. Người ta hay dùng thịt hông để làm các món ninh hay bò viên. Đó là nguyên liệu thường dùng cho món Fajita tại các nhà hàng và nó rất thường được các đầu bếp sử dụng.
Nạm bò là phần thịt được cắt từ phần hông bò. Nạm bò là phần cơ có hình bầu dục nằm gần đường rạch ở bụng của bò từ phần đốt sống thứ 3 đến thứ 6. Phần thịt này thường dài, mỏng và khá nạc. Nạm bò rất hay được sử dụng trong các món ăn châu Á. Thịt đặc biệt thích hợp để dùng trong các món hầm và ragu vì thịt nạc và có gân. 

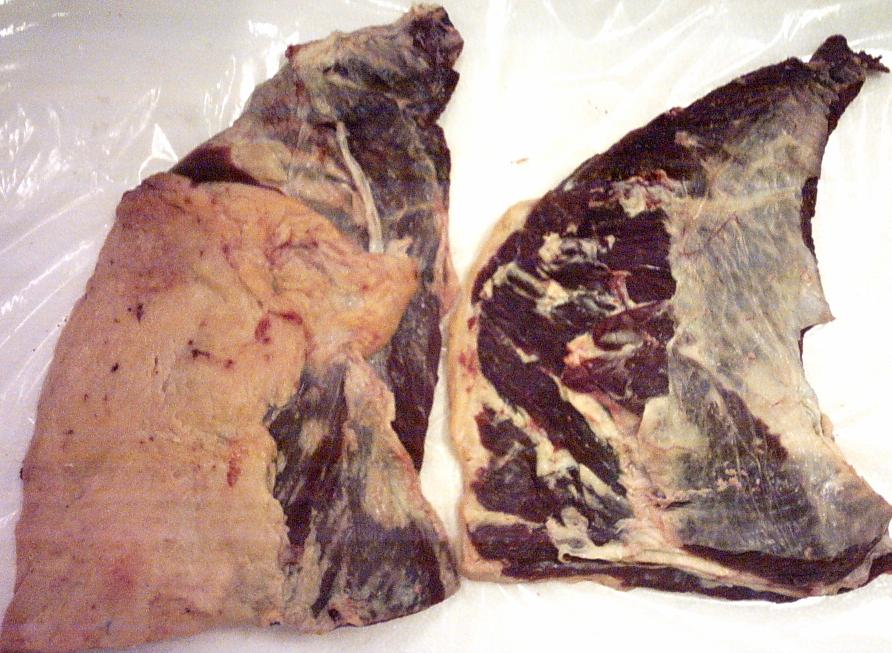
Một miếng flank steak

Thịt bụng có thể được coi là nguyên liệu mang lại hương vị, lớp mỡ cùng mùi bơ, kết hợp với cấu trúc mềm mại bên trong, mùi vị sau khi chế biến của loại thịt này có thể hơn miếng nạc lưng. Nhiều người kết hợp chúng trong món tacos (món ăn México) với miếng thịt bụng hay còn gọi là fajitas (dây đai nhỏ) theo cách gọi của người México) được xếp xung quanh các vành của vỉ và nướng cho đến khi chúng đạt độ chín yêu cầu, cấu trúc miếng thịt cũng sẽ chuyển đổi từ mềm mại, và đầy hấp dẫn thành cứng giòn, dai đi kèm với vị gan, ngoài ra thịt bụng bò ở Việt Nam còn ăn chung với bánh hỏi. Khi chế biến, người ta sử dụng nhiệt độ cao, với những miếng thịt bò bình thường, độ dày của chúng quá lớn khiến cho trường hợp khi sử dụng nhiệt dộ quá cao để chế biến, phần thịt bên ngoài sẽ bị nướng giòn trước khi phần bên trong đạt độ chín thích hợp. Thịt bụng khi chúng quá mỏng nó sẽ đạt độ chín nhanh chóng. Nếu vỉ nướng chưa đạt độ nóng, thì món ăn cuối cùng sẽ trở thành một dải cao su vừa dai vừa cứng.

### Mông

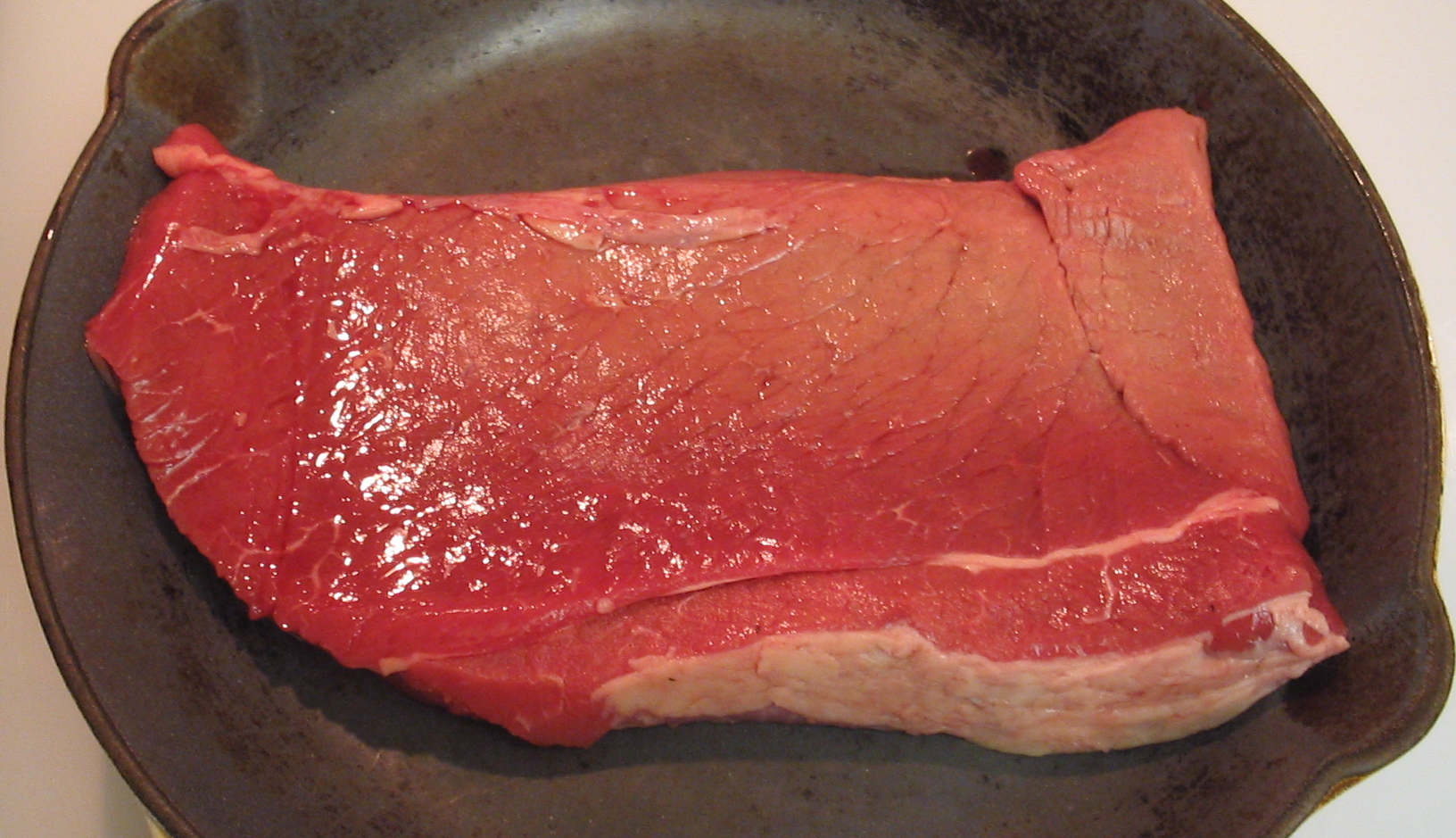
Một miếng thịt mông

Thịt mông gần như chỉ toàn thịt nạc nhưng khá dai vì các cơ chân thường vận động nhiều do đó thịt mông chế biến theo cách hầm là thích hợp. Boneless Beef topside: Là phần thịt được lấy từ mông của con bò và cho ra nạm bò. Đây là phần trên cùng của tảng mông, không có xương, thường rất nạc với một lớp mỡ phủ ở mặt trên.
Chế biến thịt mông bò tương đối khó vì nếu không khéo thì thịt sẽ rất dai và khô. Thịt mông bò thường nạc và dai hơn các phần khác của thịt bò, do đó thường được dùng cho các món hầm hoặc làm bánh. Khi nấu, người ta thường giữ lại phần mỡ vì nó làm tăng hương vị béo và giảm độ khô, dai của thịt mông bò. Món ăn phổ biến nhất với thịt mông bò là món xốt với các loại rau, củ quả như hành, khoai tây, cà chua, dấm. Đôi lúc, phần mỡ của mông bò được cắt riêng thành miếng nhỏ, rán lấy mỡ nước để nấu các món ăn khác vì phần mỡ này cho hương vị rất ngon khi kết hợp với nhiều món ăn khác.

## Phụ phẩm
Bên cạnh các phần thịt và xương bò, những con bò còn cho ra các phụ phẩm khác như lưỡi bò, đuôi bò và bầy nhầy cùng với nội tạng của bò cũng được dùng làm nguyên liệu cho các món ẩm thực khác nhau. Ngoài ra còn có thịt cổ bò, thịt bò vụn hay vụn bò. Đuôi bò được chế biến thành nhiều món ăn như lẩu đuôi bò với vị ngon, mềm của đuôi bò và gân đuôi dẻo. Món da bò xào nghệ tươi là một món ăn bổ máu, lại tốt cho bao tử nhờ nghệ và chất nhựa của da bò dưỡng cho những người yếu bao tử. Da bò trở nên giòn hơn khi xào trên lửa

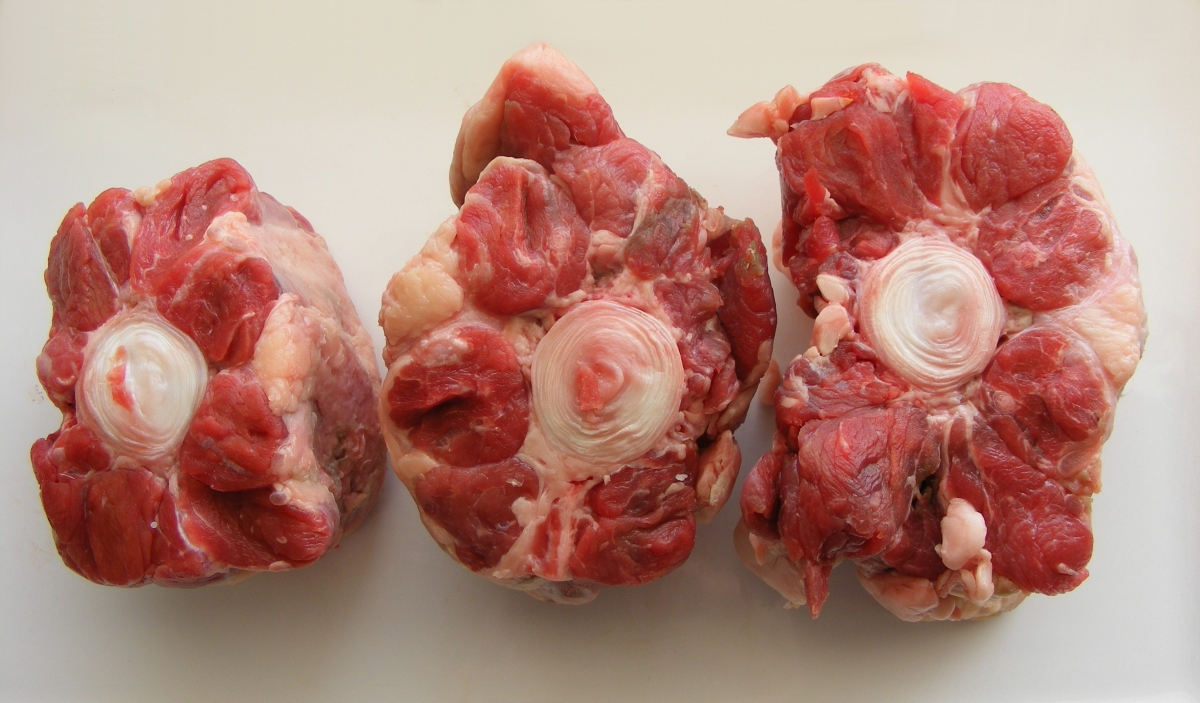
Một phần thịt đuôi được cắt đều

Ở Việt Nam còn có dựng bò hay cẳng bò, là phần chân bò dưới phần bắp bò, dựng bò được sử dụng để nấu cháo dựng bò. Dựng bò là phần chân bò từ đầu gối trở xuống, do đó móng còn được gọi là dựng móng. Dựng bò là cách người dân (chủ yếu là miền Nam) gọi phần từ đầu gối con bò trở xuống, bao gồm xương, móng và cù ngẳng–phần xương có nhiều da, nhiều gân, ít thịt ở các khớp nối của xương chân. Thường những chỗ này có nhiều gân mà lại ít mỡ, ăn có cảm giác dai. Dựng bò nấu cháo cũng là món ngon. Dựng đem xào với gia vị cho thấm, sau đó xào lần hai với nước dừa tươi rồi mới hầm bằng nước xương.
Ngoài ra còn có xách bò, nầm bò hay còn gọi là nội tạng của bò. Nầm bò được chế biến bằng thình thức thái miếng to, cho vào nước sôi và luộc khoảng 5 phút, sau đó vớt ra, rửa sạch và thái miếng vừa phải. Cà rốt cạo sạch vỏ ngoài và thái miếng to như thịt bò. Hành thái khúc khoảng 3 cm, ớt thái dọc. Đun nóng dầu, cho hành và ớt vào xào qua rồi múc ra đĩa. Cho thịt bò và rượu mùi vào đảo đều. Tiếp theo là cho toàn bộ nước vào xoong thịt, đun nhỏ lửa đến khi bò mềm thì cho cà rốt vào đun đến khi cà rốt chín thì cho chỗ ớt, hành và nước xốt cà chua vào đun sôi thì nhấc xuống và cho bột đao vào đảo đều.